# Elias Chacour
Elias Chacour (ur. 29 listopada 1939 w Kafar Birim) – palestyński duchowny melchicki, w latach 2006-2014 arcybiskup Akki.
Święcenia kapłańskie przyjął 24 lipca 1965. Po krótkim stażu wikariuszowskim podjął studia w Jerozolimie i Genewie. Był m.in. proboszczem melchickich parafii w Nazarecie i Ibillin, a także założycielem centrum edukacyjnego w Ibillin.
7 lutego 2006 został wybrany na arcybiskupa Akki, wybór potwierdzono 17 lutego. Chirotonię biskupią otrzymał 25 lutego 2006. 27 stycznia 2014 przeszedł na emeryturę.